# رالف نلسون
رالف نلسون (انگلیسی: Ralph Nelson؛ ۱۲ اوت ۱۹۱۶ – ۲۱ دسامبر ۱۹۸۷) فیلم‌نامه‌نویس، هنرپیشه، کارگردان و تهیه‌کننده اهل ایالات متحده آمریکا بود.
از آثار وی می‌توان به چارلی اشاره نمود.